# Astéroïde Atira
Astéroïde apohele • Objet intérieur à l'orbite terrestre
Cet article concerne le groupe des astéroïdes Atira. Pour l'astéroïde éponyme, voir (163693) Atira.
Pour les articles homonymes, voir Atira.
« inner Earth object », « inner-Earth object » et « IEO (astéroïde) » redirigent ici. Pour les autres significations du sigle IEO, voir : IEO.

En astronomie, un astéroïde Atira, parfois aussi appelé astéroïde apohele ou encore objet interne à l'orbite terrestre (de l'anglais inner Earth object, abrégé en IEO),  est un astéroïde dont l'orbite est entièrement située à l'intérieur de celle de la Terre.

## Caractéristiques
Classiquement, un astéroïde est dit apohele, ou Atira, lorsque sa distance à l'aphélie (notée Q) est inférieure au périhélie de la Terre, soit  0,983 ua,.
Cependant, une définition plus récente et plus stricte restreint le groupe des Atira aux astéroïdes dont l'aphélie est situé entre le périhélie de Vénus et celui de la Terre : qVénus (0,718 ua) < Q < qTerre (0,983 ua). Cette définition restreinte exclut donc les astéroïdes Vatira (entièrement intérieurs à l'orbite de Vénus, mais pas entièrement — voire par du tout — intérieurs à l'orbite de Mercure) et les vulcanoïdes (intérieurs à l'orbite de Mercure).

## Historique
1998 DK36 est peut-être le premier astéroïde de ce type à avoir été découvert. Il a observé pour la première fois le 23 février 1988, peu avant 5 h 48 min 30 s (TU), par l'astronome américain David J. Tholen à l'observatoires du Mauna Kea sur île d'Hawaï. Mais il n'a été observé que trois autres fois — la dernière le 24 février 1998, peu avant 5 h 48 min 39 s (TU) — et son découvreur a confirmé qu'il a été perdu,.
Observé pour la première fois le 11 février 2003 à 11 h 26 min 4 s 55 (TU) par le LINEAR à Socorro, (163693) Atira est considéré comme le premier astéroïde de ce type à avoir été découvert.
On connaît actuellement (octobre 2018) 18 astéroïdes apoheles dont six sont numérotés et un seul nommé.
Ces seize astéroïdes sont également cythérocroiseurs, c'est-à-dire qu'ils croisent l'orbite de Vénus, et sept d'entre eux sont même herméocroiseurs, croisant celle de Mercure.

## Nom
Ces astéroïdes sont plus souvent désignés par l'acronyme IEO (au pluriel, IEOs) qui est le sigle de l'anglais interior to Earth's orbit (« intérieur à l'orbite de la Terre »), proposé par Patrick Michel et al., ou inner Earth object (« objet interne à l'orbite de la Terre »).
L'adjectif anglais apohele est un néologisme emprunté à l'hawaïen apo hele, qui signifie « orbite »,. Il a été proposé par l'astronome américain David J. Tholen, de l'Institut d'astronomie de l'Université de Hawaï, en raison de sa consonance avec « apoapside » et « helios » (qui, ensemble, forment « aphélie »), mais aussi avec les noms des groupes voisins Aton, Apollon et Amor.
Ce nom a fait l'objet de débats, étant donné que la plupart des sous-classes d'astéroïdes sont nommées d'après les membres importants de ce groupe (par exemple, les Aton tirent leur nom de (2062) Aton, le premier de ce type qui fut découvert) et qu'il n'y a pas d'astéroïde nommé « Apohele »[réf. nécessaire].
Les astéroïdes apoheles sont dits astéroïdes Atira d'après (163693) Atira.

## Liste
La liste suivante regroupe les apoheles connus au 14 mars 2020, classés par défaut par aphélie croissant.
| Nom                    | Périhélie (ua) | Demi-grand axe (ua) | Aphélie (ua) | Excentricité | Inclinaison (°) | Remarque |
| ---------------------- | -------------- | ------------------- | ------------ | ------------ | --------------- | --- |
| (594913) ꞌAylóꞌchaxnim | 0,4571         | 0,5554              | 0,6538       | 0,1771       | 15,87           | Atira au sens large, mais pas au sens strict, car c'est un Vatira (le premier connu, et le seul connu au 14 mars 2020). |
| 2019 AQ3               | 0,404          | 0,5887              | 0,7737       | 0,3143       | 47,22           | |
| 2021 PH27              | 0,1331         | 0,4617              | 0,7903       | 0,7117       | 31,93           | |
| 2019 LF6               | 0,317          | 0,5554              | 0,7939       | 0,4293       | 29,51           | |
| 2020 OV1               | 0,479          | 0,637               | 0,796        | 0,25         | 33,5            | |
| (418265) 2008 EA32     | 0,428          | 0,6159              | 0,8038       | 0,3050       | 28,26           | |
| 2018 JB3               | 0,485          | 0,6832              | 0,8816       | 0,2905       | 40,39           | |
| 2013 TQ5               | 0,654          | 0,7739              | 0,8942       | 0,1554       | 16,38           | |
| (164294) 2004 XZ130    | 0,337          | 0,6176              | 0,8982       | 0,4545       | 2,95            | |
| 2006 WE4               | 0,641          | 0,7847              | 0,9282       | 0,1831       | 24,77           | |
| (413563) 2005 TG45     | 0,428          | 0,6815              | 0,9352       | 0,3723       | 23,33           | |
| 2006 KZ39 (2013 JX28)  | 0,262          | 0,6008              | 0,9398       | 0,5641       | 10,76           | |
| 2017 YH                | 0,328          | 0,4825              | 0,9404       | 0,5641       | 19,83           | |
| 2010 XB11              | 0,288          | 0,6180              | 0,9480       | 0,5338       | 29,88           | |
| 2014 FO47              | 0,549          | 0,7524              | 0,9562       | 0,2708       | 19,19           | |
| (481817) 2008 UL90     | 0,431          | 0,6949              | 0,9590       | 0,3802       | 24,31           | |
| 2012 VE46              | 0,455          | 0,7128              | 0,9705       | 0,3615       | 6,68            | |
| (434326) 2004 JG6      | 0,298          | 0,6351              | 0,9726       | 0,5313       | 18,95           | |
| 2017 XA1               | 0,6463         | 0,8095              | 0,9728       | 0,2017       | 17,18           | |
| (163693) Atira         | 0,502          | 0,7410              | 0,9798       | 0,3221       | 25,62           | |
| 1998 DK36              | 0,404          | 0,6923              | 0,98         | 0,4160       | 2,02            | |
| 2015 DR215             | 0,3522         | 0,6665              | 0,9809       | 0,4716       | 4,08            | |
| 2015 ME131             | 0,6428         | 0,8162              | 0,9896       | 0,2124       | 33,64           | |